# Tamil

Tamil

Tamil (tamil: தமிழ் tamiḻ [t̪amiɻ]) är ett av de fyra största dravidiska språken, med omkring 68 miljoner modersmålstalare. Totalt kan omkring 76 miljoner människor tala språket. Tamil är officiellt språk i Indien, Sri Lanka och Singapore, och talas även i Malaysia. I Indien talas språket främst i den södra delen, framför allt i delstaten Tamil Nadu och i det indiska unionsterritoriet Puducherry. Tamil är ett av de klassiska språken i världen, med rik litteratur från de senaste tvåtusen åren.
Skriftspråket har förändrats ganska lite under denna period, vilket innebär att den klassiska litteraturen är en del av vardagstamil lika mycket som den moderna litteraturen. Tamilska skolbarn får till exempel fortfarande lära sig alfabetet med átticúdi, en alfabetsvers som skrevs omkring första århundradet e.Kr.
Namnet 'tamil' är en anpassad form av det inhemska namnet தமிழ் [tæmɪɻ]. Slutbokstaven i namnet, som oftast transkriberas som litet l eller zj, är ett retroflext r. I fonetiska transkriptioner betecknas det vanligtvis med retroflex approximant.
Tamil har till skillnad från Indiens övriga traditionella litterära språk inte sitt ursprung i sanskrit, men har lånat några ord från språket under delar av sin historia. Tamil har också lånat ord till många andra språk, bland annat sanskrit och engelska.  
Det tamilska alfabetet är fonetiskt. Språket har 12 vokaler och 18 konsonanter.

## Karakteristika
- Tamil är ett agglutinerande språk.
- Substantiven är relationella alternativt icke-relationella.
- Varje pronomen har ett pronominellt affix.
- Betoningen ligger på första stavelsen.
- Första person pluralis har exklusiv samt inklusive form.
- Två numerus.
- Inget genus i pronomina.
- Inga relativa pronomen.
- Åtta kasus.

## Klassificering
Tamil ingår i den tamilska språkgruppen tillsammans med språken irula, kaikadi, betta kurumba, sholaga, och yerukula. Denna grupp är en undergrupp till tamil-malayalamspråken, som är en undergrupp till tamil-kodaguspråken, som i sin tur är en undergrupp till tamil-kannadaspråken. Tamil-kannadaspråken tillhör den sydliga grenen av den dravidiska språkfamiljen.  
Malayalam, som talas i delstaten Kerala  (som gränsar till  Tamil Nadu), liknar tamil mycket i ordförråd, syntax och skriftsystem.  

## Geografisk utbredning
Tamil är förstaspråk för majoriteten av befolkningen i den sydindiska staten Tamil Nadu samt i norra och nordöstra  Sri Lanka.  Språket talas också i andra delar av dessa två länder, särskilt i de indiska delstaterna Karnataka, Kerala och Maharashtra, och i Colombo och i bergstrakterna i Sri Lanka.
Under 1800- och tidigt 1900-tal skickades tamiltalande kontraktstjänare till många delar av Brittiska imperiet. Dessa bevarade sitt språk och det finns numera ansenliga tamiltalande befolkningar i Singapore, Malaysia, Sydafrika och Mauritius. Även i  Guyana, Fiji, Surinam och Trinidad och Tobago finns det många som har tamilskt ursprung, men språket talas bara av ett litet antal där. 
Grupper av senare utvandrare; flyktingar från inbördeskriget i Sri Lanka och arbetsinvandrare med yrken inom IT, medicin med mera, finns i Kanada (särskilt Toronto), Australien,  USA och de flesta länder i Västeuropa. 

### Juridisk ställning
Tamil är officiellt språk i den indiska delstaten Tamil Nadu och är ett av 22 nationellt erkända språk enligt Indiens grundlag. Tamil är också officiellt språk i Sri Lanka och Singapore, samt är erkänt i konstitutionen i Sydafrika. 
Tamil erkändes som ett klassiskt språk av Indiens regering 2004 efter en kampanj av flera tamilska föreningar med stöd av akademiker från Indien och utlandet, särskilt professor George L. Hart, som är professor i tamilska studier vid University of California i Berkeley. Det var det första indiska språket som fick ett sådant erkännande. Erkännandet tillkännagavs av Indiens president Abdul Kalam inför en gemensam session av båda husen i Indiens parlament den 6 juni 2004.

### Talspråks- och skriftspråksvarianter

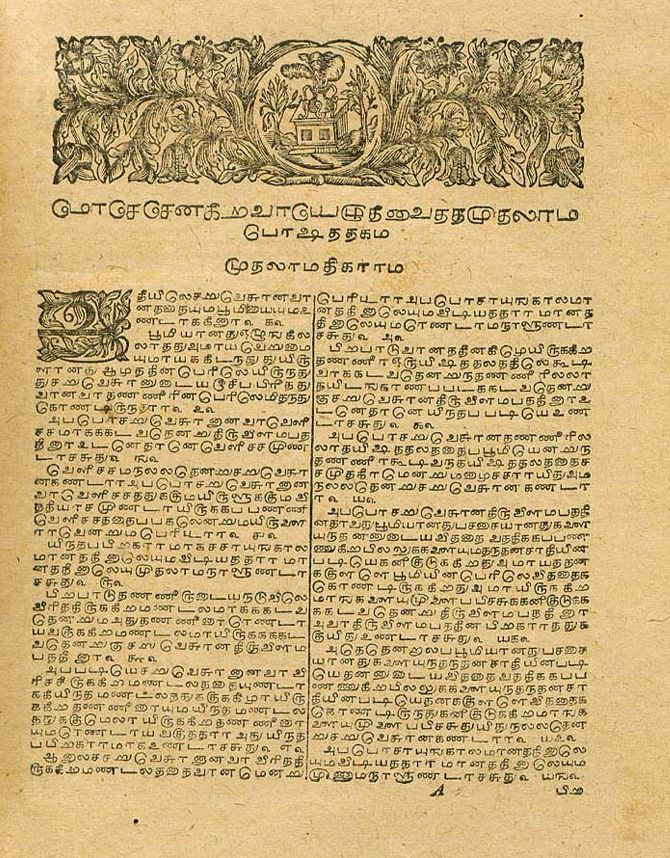
Början av Första Mosebok i en bibel på tamil från 1700-talet. Språket är centamil.

Förutom dess olika dialekter har tamil även en ganska skarp diglossi mellan dess formella eller klassiska variant, som kallas centamil, och dess vardagliga form, som kallas koduntamil, ett vitt begrepp som traditionellt syftade på alla talade tamildialekter snarare än en viss standardform. Diglossin har funnits i språket sedan gamla tider. Språket som användes i tidiga tempelinskrifter skiljer sig ganska betydligt från språket i klassisk poesi. Som en följd av detta är standardcentamil inte baserat på talspråket i något visst område, vilket har medverkat till att behålla språket ungefär likadant över de olika tamilspråkiga områdena. 
I nutiden används centamil normalt i formella texter och tal. Det är exempelvis språket i läroböcker, i en stor del av tamillitteraturen och i offentliga tal och debatter. Under senare år har dock koduntamil kommit in på områden som traditionellt har varit reserverade för centamil. Det mesta av nutida film, teater och populärkultur i TV och radio är till exempel på koduntamil, och många politiker använder det för att komma närmare sina åhörare.   
De talade dialekterna har inte haft mycket prestige: De grammatiska reglerna i litterär centamil troddes ha formulerats av gudarna och sågs därför som det enda korrekta språket (se till exempel Kankeyar, 1840). I motsats till de flesta europeiska språk hade tamil under en stor del av sin historia därför inget standardtalspråk. Under senare tid har emellertid den ökande användningen av koduntamil gjort att vissa talade dialekter blivit inofficiella standardspråk. I Indien är 'standard'-koduntamil baserat på ”bildat icke-brahminskt talspråk” snarare är någon viss enskild dialekt (Schiffman, 1998), men den har influerats kraftigt av dialekterna i Thanjavur och Madurai. På Sri Lanka är standarden baserad på Jaffnadialekten.

### Dialekter
Tamildialekter skiljs från varandra främst genom att de har genomgått olika ljudförändringar när de utvecklats ur äldre tamil. Ordet för "här" - inge på chentamil (den klassiska varieteten) – har till exempel blivit inga i dialekten i Thanjavur, ingane i dialekten i Tirunelveli, inguttu i dialekten i Ramanathapuram, ingale och ingade i olika nordliga dialekter och ingai i några dialekter i Jaffna.  
Även om de flesta tamildialekter inte skiljer sig väsentligt i ordförråd finns vissa undantag. Dialekterna på Sri Lanka behåller många ord som inte används i vardagsspråket i Indien, och använder många andra ord annorlunda. Dialekten bland Iyer i Palakkad har ett stort antal lånord från malayalam, och har även påverkats av malayalams syntax. Hebbar- och mandyamdialekterna, som talas av grupper av tamilska vaishnaviter som flyttade till Karnataka på 1000-talet, bevarar många drag från Vainava paribasai, en särskild variant av tamil som utvecklades under 800- och 900-talen för att avspegla vaishnavitiska religiösa och andliga värden. 
Tamildialekterna varierar både efter område och efter grupp. Flera kaster har sina egna dialekter som de flesta medlemmar av den kasten traditionellt använde oavsett varifrån de kommer. Vissa av dessa skillnader har börjat tyna bort under senare år på grund av rörelsen mot kastväsendet, men många spår finns kvar och det är ofta möjligt att känna igen en persons kast efter personens sätt att tala.
Ethnologue anger 22 nutida dialekter av tamil, bland dem Adi Dravida, Aiyar, Aiyangar, Arava, Burgandi, Kasuva, Kongar, Korava, Korchi, Madrasi, Parikala, Pattapu Bhasha, lankesisk Tamil, malaysisk Tamil, burmesisk Tamil, sydafrikansk Tamil, Tigalu, Harijan, Sankethi, Hebbar, Tirunelveli och Madurai. Andra kända dialekter är Kongu och Kumari.
Även om den inte räknas som en dialekt finns en variant av tamil i Chennai (huvudstaden i Tamil Nadu) som blandar in engelska ord och kallas Madras Bashai.

## Historia

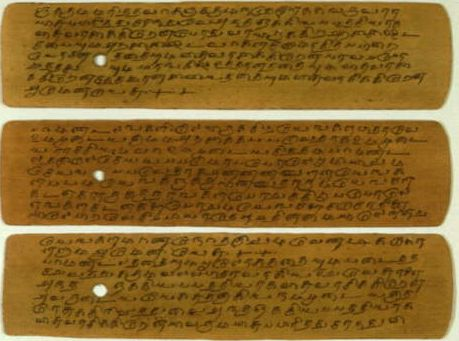
Palmbladshandskrifter från 1400- eller 1500-talet med kristna böner på tamil

Liksom de andra dravidiska språken, men till skillnad från de andra etablerade litterära språken i Indien, har tamil ett ursprung oberoende av sanskrit.  Tamil har den längsta obrutna litterära traditionen bland de dravidiska språken. Enligt den tamilska traditionen är de äldsta verken flera tusen år gamla, men de äldsta exempel på tamilska texter som finns bevarade är inskrifter från 200-talet f.Kr. som är skrivna i en modifierad variant av brahmiskriften (Mahadevan, 2003). Att datera de tidigaste litterära verken är svårt, mycket därför att de bevarades antingen i handskrifter på palmblad (genom upprepad kopiering och återkopiering) eller genom muntlig tradition. Interna lingvistiska bevis tyder dock på att de äldsta bevarade verken skapades någon gång mellan 100-talet f.Kr. och 100-talet e.Kr.. Den äldsta tillgängliga texten är Tolkāppiyam, ett arbete om poetik och grammatik som beskriver språket under den klassiska perioden, och som delvis går tillbaka till omkring 200 f.Kr. Arkeologiska bevis från inskrifter som grävts fram 2005 daterar språket till omkring 1000 f.Kr. Det mest betydelsefulla epos som skrivits på det gamla tamilska språket är Silappadikaram som skapades omkring  200-300 e.Kr.
Lingvisterna delar in tamillitteraturen och språket i tre perioder: äldre (200 f.Kr. till 700 e.Kr.), medeltida (700 e.Kr. till 1500 e.Kr.) and modern (1500 e.Kr. och framåt). Under den medeltida perioden upptog tamil ett antal lånord från sanskrit, vilka många purister under 1900-talet, exempelvis Parithimaar Kalaignar och Maraimalai Adigal, senare försökte avlägsna. Denna rörelse kallades thanith thamizh iyakkam ("rörelse för rent tamil"). Som en följd av detta är tamil i formella dokument, offentliga tal och vetenskaplig prosa till stor del fritt från sanskritord. Mellan 800 och 1000 tros malayalam ha utvecklats till ett särskilt språk.

## Skrift

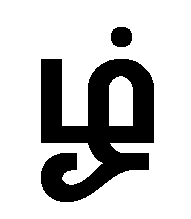
Bokstaven ழ் är en konsonant som tros vara unik för tamil och malayalam

Tamilsk skrift är fonetisk och följer väldefinierade regler för elision och eufoni. Den nuvarande skriften tros ha utvecklats från brahmiskriften under Ashokas tid. Senare utvecklades en sydlig variant av brahmiskriften till granthaskriften, som användes till att skriva texter både på sanskrit och på tamil. Mellan 500-talet och 900-talet utvecklades en ny skrift som kallas vettezhuthu (bokstäver som är skurna) för att göra det lättare att göra inskrifter i sten. Vissa kallar denna variant vattezhuthu (böjda bokstäver). Vissa stora förändringar, som införandet av en diakritisk punkt för rena konsonanter och ligaturer för sammansättningar av vokalen "E", etc., gjordes till skriften efter förslag av Veeramaamunivar. Omkring 1935 föreslog Periyar några ändringar för att göra skriften mer lämpad för tryckning. Vissa av dessa förslag antogs av regeringen under M.G. Ramachandran 1975.
Medan skriften fortfarande utvecklades lånades många sanskritord in i tamil. För att förenkla skrivandet av dessa ord behålls fortfarande vissa tecken från granthaskriften. Emellertid finns många purister som motsätter sig användandet av sådana tecken eftersom det finns väldefinierade regler i Tolkāppiyam för hur man ska tamilisera lånord.

## Ljud
Det tamilska alfabetet har 12 vokaler och 18 konsonanter. Dessa kombineras så att 216 sammansatta tecken bildas. Det finns ett särskilt tecken (aaytha ezutthu), vilket ger totalt 247 tecken.

### Vokaler
Vokalerna kallas uyir ezhuthu (uyir - liv, ezhuthu - bokstav). Vokalerna indelas i korta och långa (fem av varje slag) och två diftonger. 
De långa (nedil) vokalerna är ungefär dubbelt så långa som de korta  (kuRil) vokalerna. Diftongerna uttalas vanligen ungefär 1,5 gånger så långt som de korta vokalerna, fastän de flesta grammatiska texterna placerar dem bland de långa vokalerna. 
|        | Kort    | Kort  | Kort   | Lång    | Lång  | Lång |
| Främre | Central | Bakre | Främre | Central | Bakre |      |
| ------ | ------- | ----- | ------ | ------- | ----- | ---- |
| Sluten | i       |       | u      | iː      |       | uː   |
| Mellan | e       | (ə)   | o      | eː      |       | oː   |
| Öppen  |         | a     |        | (æː)    | aː    | (ɔː) |

Diftongerna i tamil är
ai
au
Vokalerna /ə/, /æː/ och /ɔː/ är perifera i tamils fonologi och uppträder bara i lånord. 

### Konsonanterna
Konsonanterna indelas i tre kategorier med sex i varje kategori: vallinam - hårda, mellinam - mjuka eller nasala, och idayinam - mellan. Tamil har väldigt begränsade konsonantkombinationer (till exempel aldrig först i ord, i uddljud) och har varken aspirerade eller tonande klusiler. Vissa forskare har föreslagit att klusilerna i chenthamil (som syftar på tamil som det var innan sanskritord blev inlånade) var tonlösa i början av ord och tonande allofoniskt i andra fall. Ingen sådan distinktion görs emellertid av de flesta nutida tamiltalande. 
Tamils konsonantfonem i internationella fonetiska alfabetet:
|                     | Labial | Dental | Alveolar | Retroflex | Palatal | Velar |
| ------------------- | ------ | ------ | -------- | --------- | ------- | ----- |
| Klusil              | p (b)  | t̪ (d̪)  | t        | ʈ (ɖ)     | c (ɟ)   | k (g) |
| Nasal               | m      | n̪      |          | ɳ         | ɲ       |       |
| Frikativa           | (f)    |        |          | (ʂ)       | (ɕ)     |       |
| Approximant         | ʋ      | ɾ̪      |          | ɻ         | j       | (x)   |
| Lateral approximant |        | l̪      |          | ɭ         |         |       |

Ljuden /b/, /d̪/, /ɖ/, /ɟ/, /g/, /f/, /ʂ/, /ɕ/, /x/ är perifera i tamils fonologi. De förekommer enbart i lånord och ersätts ofta av inhemska ljud.

### Specialtecken

Akh

Specialtecknet 'ஃ' (uttalat  'akh') kallas āytham i Tolkāppiyam (se Tolkāppiyam 1:1:2).  āytham används sällan ensamt: normalt har den en rent grammatisk funktion som en oberoende vokalform, motsvarigheten till den diakritiska punkten för enkla konsonanter. Uttalsreglerna som ges i Tolkāppiyam tyder på att āytham kunde ha glottaliserat de ljud som den kombinerades med. Tecknet var vanligt i klassisk tamil men kom ur bruk i början av den moderna perioden och är nu mycket sällsynt i skriven tamil. Det används ibland med ett 'p' (som ஃப) för att beteckna fonemet [f].
Āytham kallas också ahenam (bokstavligen '"ah"-ljudet'). Dess likhet med de tre prickar som fanns på sköldar under medeltiden och namnlikheten mellan āytham och ordet  āyutham som betyder 'vapen' eller 'redskap' har gjort att det ofta kallas āyutha ezhuthu (bokstavligen  'stridsvapenbokstaven').
Många forskare anser nu att āytham faktiskt används för att representera den tonande implosivan (eller den avslutande delen av den första halvan) i geminerade tonande klusiler inuti ord. Exempelvis ska ett ord som skrivs 'mu-āytham-dee-dhu' (från MuLL+dheedhu) läsas som 'muddeedhu' (MuLL+dheedhu). (Denna avledning är i överensstämmelse med puṇarcireglerna för agglutination i tamil.) Alltså har bokstaven inget enskilt uttal ('akh') som det ofta tros, utan tar sitt uttal från den följande klusilen i ordet. Den har alltså inget särskilt artikulationsställe utan delar detta med den följande klusilen. Detta är anledningen till att Tolkaappiyam kallar den en  'Saarbezhuthu' (beroende bokstav/ljud).

### Fonologi
I motsats till de flesta andra språken i Indien har tamil inga aspirerade konsonanter. Den tamilska skriften har inga särskilda bokstäver för tonande och tonlösa klusiler, fastän båda finns i talspråket, men då som  allofoner i komplementär distribution. Exempelvis förekommer den tonlösa klusilen  'p' i början av ord, medan den tonande klusilen 'b' aldrig gör det. Inuti ord förekommer endast tonlösa klusiler normalt i geminerade par som -pp-, medan tonande klusiler vanligen inte förekommer i par. Den tonande klusilen 'b' kommer efter nasalen 'm' men den tonlösa klusilen gör inte det Tolkāppiyam ger detaljerade regler för när en bokstav ska uttalas tonande respektive tonlöst, och regeln är identisk för alla klusiler. 
Med undantag för en regel – uttalet av bokstaven c i början av ord – efterföljs dessa regler i hög grad fortfarande idag när man uttalar centamil.  Förhållandet är däremot mycket mer komplicerat i fråga om talad koduntamil.  Uttalet av sydliga dialekter och dialekterna på Sri Lanka avspeglar fortfarande dessa regler i stor utsträckning, men inte helt och hållet. I nordliga dialekter har dock ljudförändringar skett som förändrat orden så mycket att dessa regler inte längre ger en rättvisande beskrivning. Dessutom uttalas många, men inte alla, lånord från sanskrit på samma sätt i tamil som de gjorde på sanskrit, även om det innebär att konsonanter som enligt Tolkāppiyam skulle vara tonlösa är tonande. 
Fonologerna har olika uppfattningar om varför skriven tamil inte skilde mellan tonande och tonlösa klusiler. En teori är att tamil aldrig hade konjunkta konsonanter eller tonande klusiler – en klusil blir snarare tonande på grund av elision eller sandhi. Därför skulle tamil, i motsats till indoeuropeiska språk och andra dravidiska språk, inte behöva separata tecken för tonande klusiler. En något annorlunda teori är att tonande konsonanter en gång var allofoner till tonlösa konsonanter, och att frånvaron av åtskillnad mellan dem i den nuvarande skriften återspeglar detta. 

#### Elision
Elision är att längden på ett fonems ljud reduceras när det föregås av eller åtföljs av vissa andra ljud. Det finns väldefinierade regler för elision i tamil. De indelas i olika klasser på grundval av det fonem som elideras. 
1. Kutriyalukaram - vokalen u
2. Kutriyalikaram - vokalen i
3. Aiykaarakkurukkam - diftongen ai
4. Oukaarakkurukkam - diftongen au
5. Aaythakkurukkam – det särskilda tecknet akh (aaytham)
6. Makarakkurukkam - fonemet m

## Grammatik

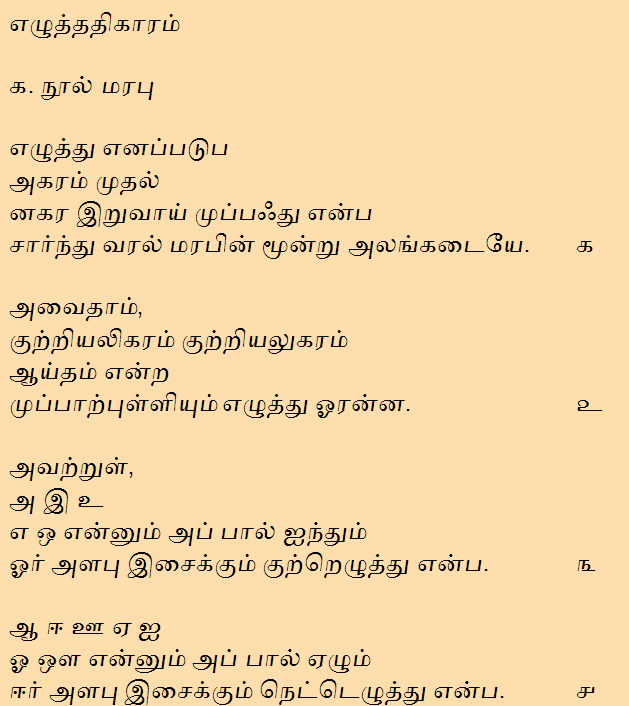
Ett utdrag ur Tolkaappiyam

Mycket av tamils grammatik beskrivs i den äldsta bevarade grammatikboken för tamil, Tolkāppiyam.  Det moderna tamilska skriftspråket baseras till stor del på grammatikboken Naṉṉūl från 1200-talet, som upprepade och förklarade reglerna i Tolkāppiyam, med vissa justeringar. Traditionell tamilsk grammatik består av fem delar, nämligen eḻuttu, col, porul, yāppu, aṇi.  Av dessa är de två sista mest tillämpliga i poesi. 
Tamil, liksom andra dravidiska språk, är ett agglutinerande språk.  Tamilord består av en lexikal rot till vilken ett eller flera affix fogas.
De flesta affixen i tamil är  suffix.  Tamilsuffix kan vara avledningssuffix, som antingen ändrar ordets ordklass eller dess betydelse, eller böjningssuffix, som markerar kategorier som person, numerus, modus, tempus etc. Det finns ingen absolut gräns för längden och utsträckningen av agglutineringen och orden kan därför bli långa och ha ett stort antal suffix. 

### Morfologi
Tamils substantiv (och pronomen) indelas i två överklasser (tiṇai) - de "förnuftiga" (uyartiṇai) och de "oförnuftiga" (aḵṟiṇai) - som omfattar totalt fem klasser (paal, som bokstavligen betyder 'genus'). Människor och  gudomar klassificeras som "förnuftiga", och alla andra substantiv  (djur, saker, abstrakta substantiv) klassificeras som oförnuftiga. De "förnuftiga" substantiven och pronomenen tillhör en av tre klasser (paal) - maskulinum singular, femininum singular och förnuftig plural. De "oförnuftiga" substantiven och pronomenen tillhör en av två klasser (paal) - oförnuftig singular och oförnuftig plural. Paal anges ofta genom suffix. Pluralformen för förnuftiga substantiv kan användas som könsneutral artighetsform i singular.
Suffix används också för att fungera som kasus eller postpositioner. Traditionella grammatikor försökte gruppera de olika suffixen i 8 kasus som motsvarar de kasus som används i sanskrit. Dessa var
- nominativ,
- ackusativ,
- dativ,
- sociativ,
- genitiv,
- instrumentalis,
- lokativ och
- ablativ.

Moderna grammatiker hävdar emellertid att denna klassificering är konstgjord och att språkbruket förstås bäst om varje suffix eller kombination av suffix ses som markör för ett separat kasus. (Schiffman, 1999). Substantiven kan också ta ett av fyra prefix, i, a, u och e som till funktionen motsvarar demonstrativpronomen.  
Liksom substantiven böjs verben i tamil med suffix. En typisk verbform har ett antal suffix som visar person, numerus, modus, tempus och diates.
- Person och numerus anges genom att man tillfogar det relevanta pronomenets oblika kasus som ett suffix(ēn i exemplet ovan). Suffixen som anger tempus och diates bildas av grammatiska partiklar som fogas till stammen.
- Tamil har två diateser. Den första anger att meningens subjekt  genomgår eller är objektet för handlingen som betecknas av verbstammen, och den andra anger att meningens subjekt styr handlingen som verbstammen syftar på.
- Tamil har tre enkla tempus - förfluten tid, presens, och futurum - som anges med enkla suffix, och en serie perfektformer som anges med sammansatta suffix. Modus är implicit i tamil och avspeglas vanligen av samma morfem som markerar tempuskategorier.

Tamil skiljer inte mellan adjektiv och adverb - båda faller under kategorin uriccol.
Tamil har inga artiklar. Bestämdhet och obestämdhet kan antingen anges genom särskilda grammatiska grepp, som att använda talet "ett" som obestämd artikel, eller genom sammanhanget. I första person plural skiljer tamil mellan inklusiva pronomen som innefattar lyssnaren och exklusiva pronomen som inte gör det.

### Syntax
Den vanliga ordföljden i standardtamil är subjekt objekt verb (SOV), men subjektet är inte obligatoriskt. Om satsen innehåller både direkt objekt och indirekt objekt, så placeras det direkta objektet före det indirekta. 
Som många andra SOV-språk, så använder sig tamil av postpositioner istället för prepositioner. Adjektiv placeras framför det substantiv de fungerar som attribut till.
Tamil har heller inte någon kopula, utan nominalfraser kan fungera ensamma som predikat: atu eṉ vīṭu (det där + mitt hus = Det där är mitt hus).

## Ordförråd
Kärnan i ordförrådet i modern tamil är bevarad från klassisk tamil, och det läggs vikt vid att kunna läsa klassiska verk som Tirukkural. Detta medför att klassisk tamil är förståelig i varierande grad för de flesta infödda talare idag. Emellertid används allmänt ett antal lånord från sanskrit i modern tamil. Denna sanskrit-baserade vokabulär är dock i tamil begränsad till i första hand andlig terminologi, eller utgör annars abstrakta substantiv; detta skiljer sig från hur lånord från sanskrit har integrerats i många andra dravididska språk. Dessutom har persiska och arabiska varit källa till ett fåtal lånord, vilket kan tyda på handelsförbindelser i äldre tid. Sedan omkring 1900-talet har engelska ord börjat användas i stor utsträckning. En del modern teknisk terminologi är inlånad från engelskan, men det görs försök att ta fram rent tamilska motsvarigheter; till exempel har Sri Lankas regering och Tamil Virtual University skapat tekniska ordböcker för tamil. 
Många ursprungligen tamilska ord finns som lånord i andra språk. Några exempel är mango, mulligatawny (från milagu thanni som betyder pepparvatten) och katamaran (från kattu maram, கட்டு மரம், som betyder "packade stockar").

## Exempel
Ett exempel på en kort text med tamilska alfabetet och latinsk transkribering:
ஆசிரியர் வகுப்பறையுள் நுழைந்தார்.
அவர் உள்ளே நுழைந்தவுடன் மாணவர்கள் எழுந்தனர்.
வளவன் மட்டும் தன் அருகில் நின்றுகொண்டிருந்த மாணவி கனிமொழியுடன் பேசிக் கொண்டிருந்தான்.
நான் அவனை எச்சரித்தேன்.
aasiriyar vakuppaRaiyuL nuzhainthaar.
avar uLLE nuzhainthavudan maaNavarkaL ezhunthanar.
vaLavan mattum than arukil ninRu kondiruntha maaNavi kanimozhiyudan pEsik kondirunthaan.
naan avanai echarithEn.
Svensk översättning:
Läraren kom in i klassrummet.
Så snart han kom in ställde eleverna sig upp.
Valavan ensam höll på att tala med Kanimozhi som stod bredvid honom.
Jag varnade honom.
Noter:
1. Tamil har inga artiklar. Den bestämda artikeln är bara tillagd i översättningen.
2. För att förstå varför Valavan skulle vilja bli varnad är det nödvändigt att förstå asiatiska etikettsregler. Det anses oartigt att vara upptagen när en viktig person kommer in och läraren kan känna sig förolämpad.

| Ord (transkriberat) | Översättning                              | Morfem | Ordklass              | Person, Genus, Tempus                                         | Kasus     | Numerus                                                   | Anmärkningar |
| ------------------- | ----------------------------------------- | --- | --------------------- | ------------------------------------------------------------- | --------- | --------------------------------------------------------- | --- |
| aasiriyar           | Lärare                                    | aasiriyar | substantiv            |                                                               |           |                                                           | |
| nominativ           | artighetsplural som anges med suffixet ar | Femininum aasiriyai kan användas här också, men maskulinum aasiriyan används sällan, på grund av lärarens sociala ställning |                       |                                                               |           |                                                           | |
| vakuppaRaiyuL       | inne i klassrummet                        | vakuppu+aRai +uL | adverb                | -                                                             | lokativ   | -                                                         | Reglerna för sandhi (som kallas puṇarci på tamil) kräver eufoniska ändringar under agglutineringen (som införandet av y i detta fall)     |
| nuzhainthaar        | kom in                                    | nuzhainthaar | verb                  | tredje, genusneutralt, förfluten tid                          |           | artighetsplural                                           | I ett artighetssammanhang ersätts de maskulina och feminina motsvarigheterna nuzhainthaan och nuzhainthaaL av det kollektiva nuzhainthaar |
| avar                | Han                                       | avar | pronomen              | tredje, genusneutral, -                                       | nominativ | artighetsplural angivet med suffixet ar                   | I artighetssammanhang används inte de maskulina och feminina formerna avan och avaL                                                       |
| uLLE                | inne                                      | uLLE | adverb                | -                                                             |           | -                                                         | |
| nuzhainthavudan     | när han kom in                            | nuzhaintha + udan | adverb                | -                                                             |           | -                                                         | Sandhireglerna kräver att ett v infogas mellan en slutvokal och ett initialt u under agglutinering.                                       |
| maaNavarkaL         | elever                                    | maaNavarkaL | kollektivt substantiv | -, maskulinum, ofta använt med genusneutral konnotation, -    | nominativ | plural markerat med suffixet kaL                          | |
| ezhunthanar         | ställde sig upp                           | ezhunthanar | verb                  | tredje, genusneutral, förfluten tid                           |           | plural                                                    | |
| VaLavan             | VaLavan (namn)                            | VaLavan | Egennamn              | -, maskulinum, vanligen markerat med suffixet an, -           | nominativ | singular                                                  | |
| mattum              | ensam                                     | mattum | adjektiv              | -                                                             |           | -                                                         | |
| than                | hans egen                                 | than | pronomen              | -, genusneutral, -                                            |           | singular                                                  | |
| arukil              | nära ("i närhet")                         | aruku + il | adverb                | -                                                             | lokative  | -                                                         | Postpositionen il anger lokativ |
| ninRu kondiruntha   | stående                                   | ninRu + kondu + iruntha | adverb                | -                                                             |           | -                                                         | verbet har omformats till ett adverb av ofullständigheten på grund av det finala a                                                        |
| maaNavi             | elev                                      | maaNavi | pronomen              | -, femininum, -                                               |           | singular                                                  | |
| kanimozhiyudan      | med Kanimozhi (personnamn)                | kanimozhi + udan | adverb                | -                                                             | komitativ | -                                                         | namnet Kanimozhi betyder bokstavligen skönt språk                                                                                         |
| pEsik kondirunthaan | höll på att tala                          | pEsi + kondu +irunthaan | verb                  | tredje, maskulinum, förfluten tid pågående                    |           | singular                                                  | pågående markeras av ofullständigheten som ges av kondu                                                                                   |
| naan                | jag                                       | naan | pronomen              | första person, genusneutral, -                                | nominativ | singular                                                  | |
| avanai              | honom                                     | avanai | pronomen              | tredje, maskulinum, -                                         | ackusativ | singular                                                  | postpositionen ai markerar ackusativ |
| echarithEn          | varnade                                   | echarithEn | verb                  | första, markerat av suffixet En, genusneutralt, förfluten tid |           | singular, plural skulle anges genom att byta ut En mot Om | |